# Іщенко Володимир Семенович
Володимир Семенович Іщенко (нар. 1 жовтня 1914, Миколаїв, Російська імперія — пом. 6 грудня 1984, Миколаїв, СРСР) — радянський український футболіст та тренер, виступав на позиції центрального захисника.

## Кар'єра гравця
Народився та виріс у Миколаєві. З дитинства грав у футбол разом зі своїм товаришем, майбутнім поетом Марком Лисянським. Після закінчення середньої школи працював на заводі ім. А. Марті. З 1930 року розпочав займатися футболом. Грав у міській команді ім. 9-го з'їзду комсомолу, з 1934 року — в команді заводу ім. А. Марті. У 1938 році виступав за збірну міста Одеси та місцеве «Динамо» — клуб вищої ліги СРСР, з 1939 року — гравець і капітан команди «Суднобудівник». У 1941 році грав за харківську команду вищої ліги «Спартак». Після початку Радянсько-німецької війни працював на військовому заводі у Харкові, разом з заводом був евакуйований до уральського міста Молотов. Там з іншими евакуйованими харків'янами (П. Паровишніковим, М. Каровим, В. Макаровим, В. Золотарьовим) грав у футбол на міських турнірах у складі команди моторобудівного заводу ім. Свердлова. По завершенні Другої світової війни виступав за команду міста Молотов, в складі якої 1946 року й завершив кар'єру футболіста.

## Тренерська діяльність
По завершенні ігрової кар'єри розпочав тренерську діяльність. Тренував команду міста Молотов з 1948 по 1953 рік. Під його керівництвом молотовці повернули собі місце в першій лізі чемпіонату СРСР. Згодом допомагав тренувати пермський колектив. У 1963 році був головним тренером нікопольського «Трубника». У 1964 році очолив миколаївський «Суднобудівник». Два сезони провів у ролі старшого тренера, а з червня 1965 року працював у тренерському штабі миколаївців. У 1971—1977 роках тренував юнацьку збірну міста Миколаєва. Обирався головою обласної федерації футболу.

## Родина
- Брат Іщенко Іван Семенович, 1912 року народження, футболіст, нападник «Суднобудівника» та одеського «Динамо». Загинув під час Другої світової війни[2].

- Дружина Іщенко Лідія Семенівна, спортсменка, тренер з фехтування.

Син Іщенко Віктор Володимирович, історик-германіст.
Син Іщенко Олександр Семенович, лікар.